# Kopalnia Porfiru Zalas

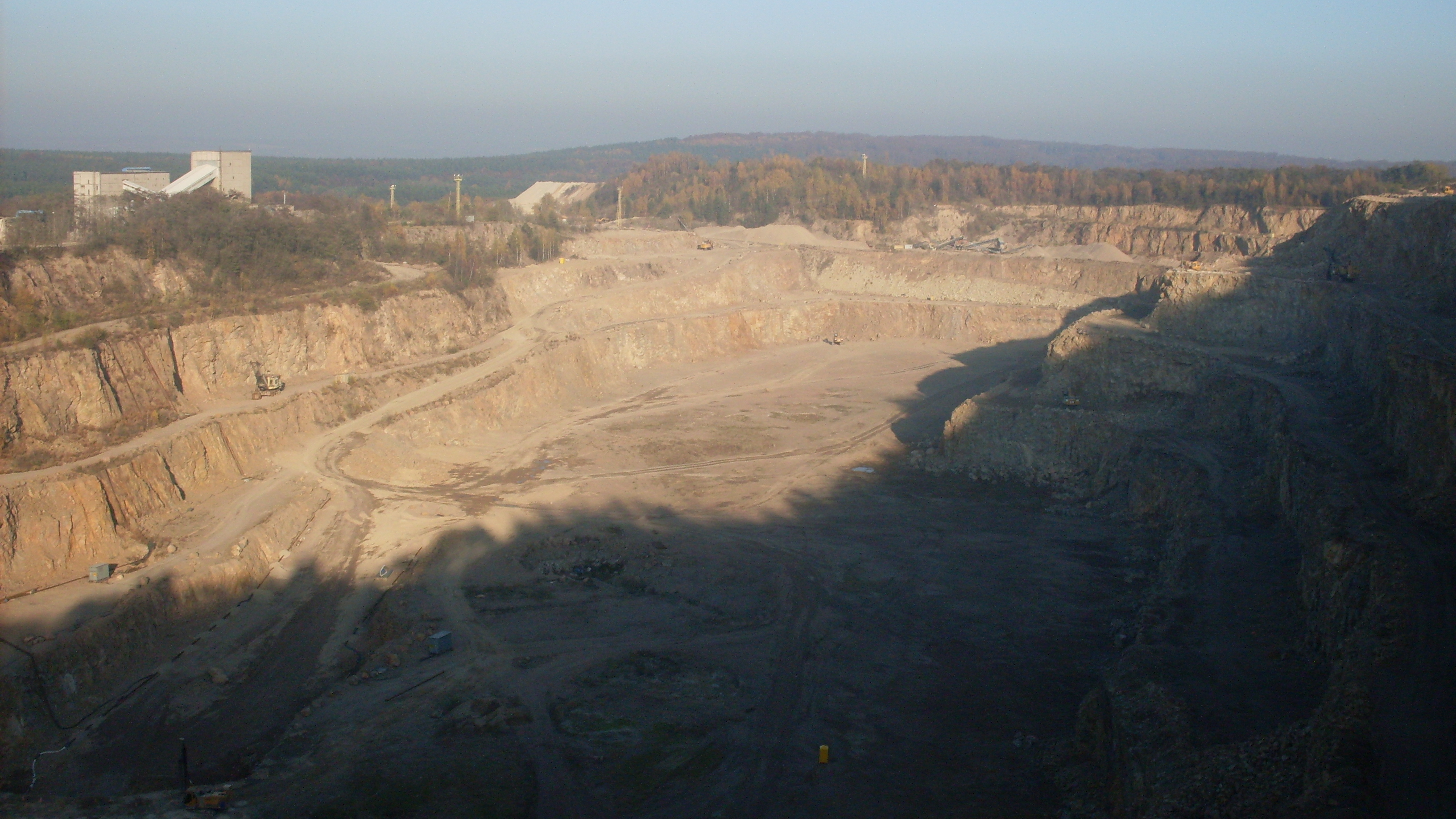
Kopalnia porfiru w Zalasie

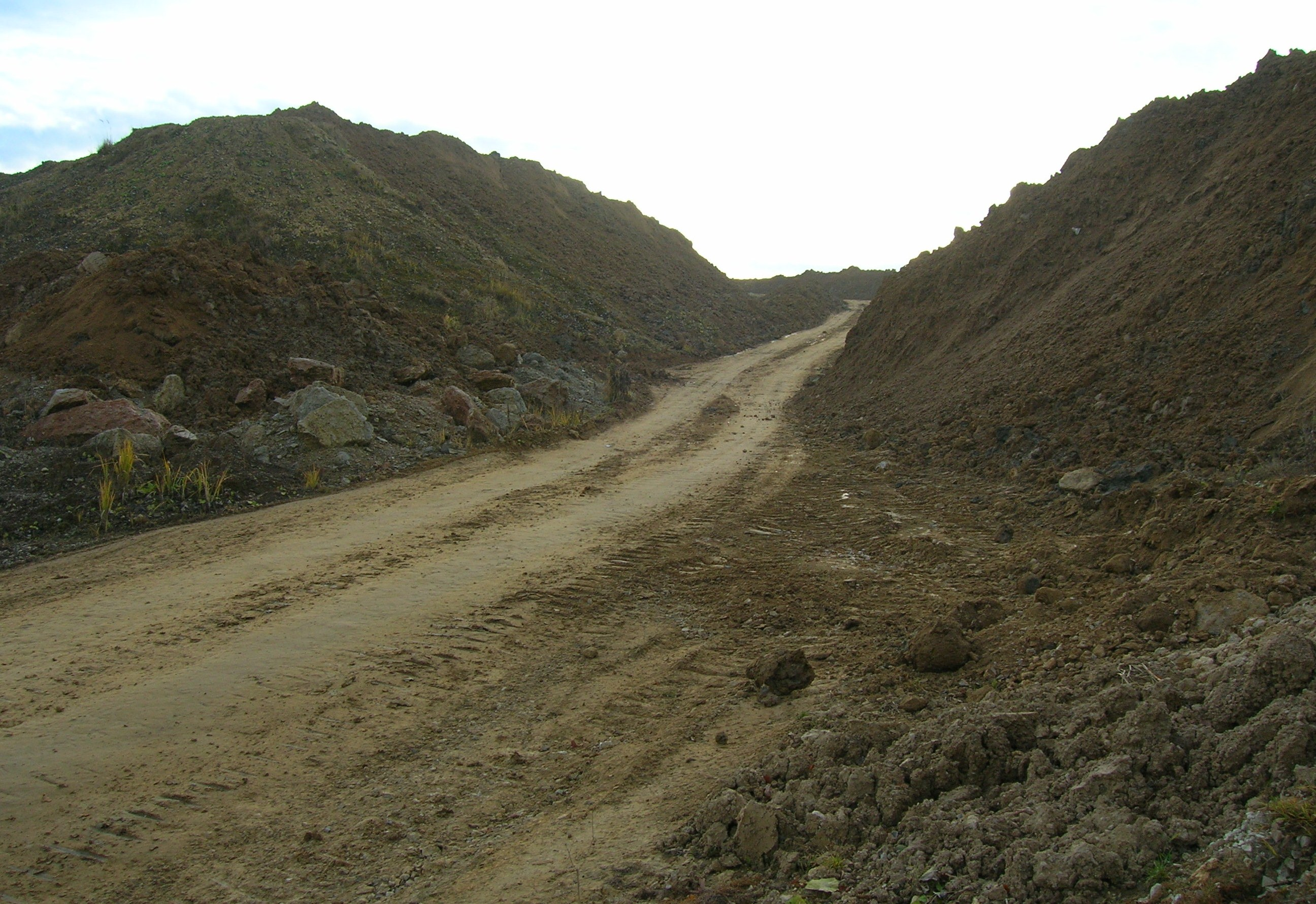
Hałda zachodnia

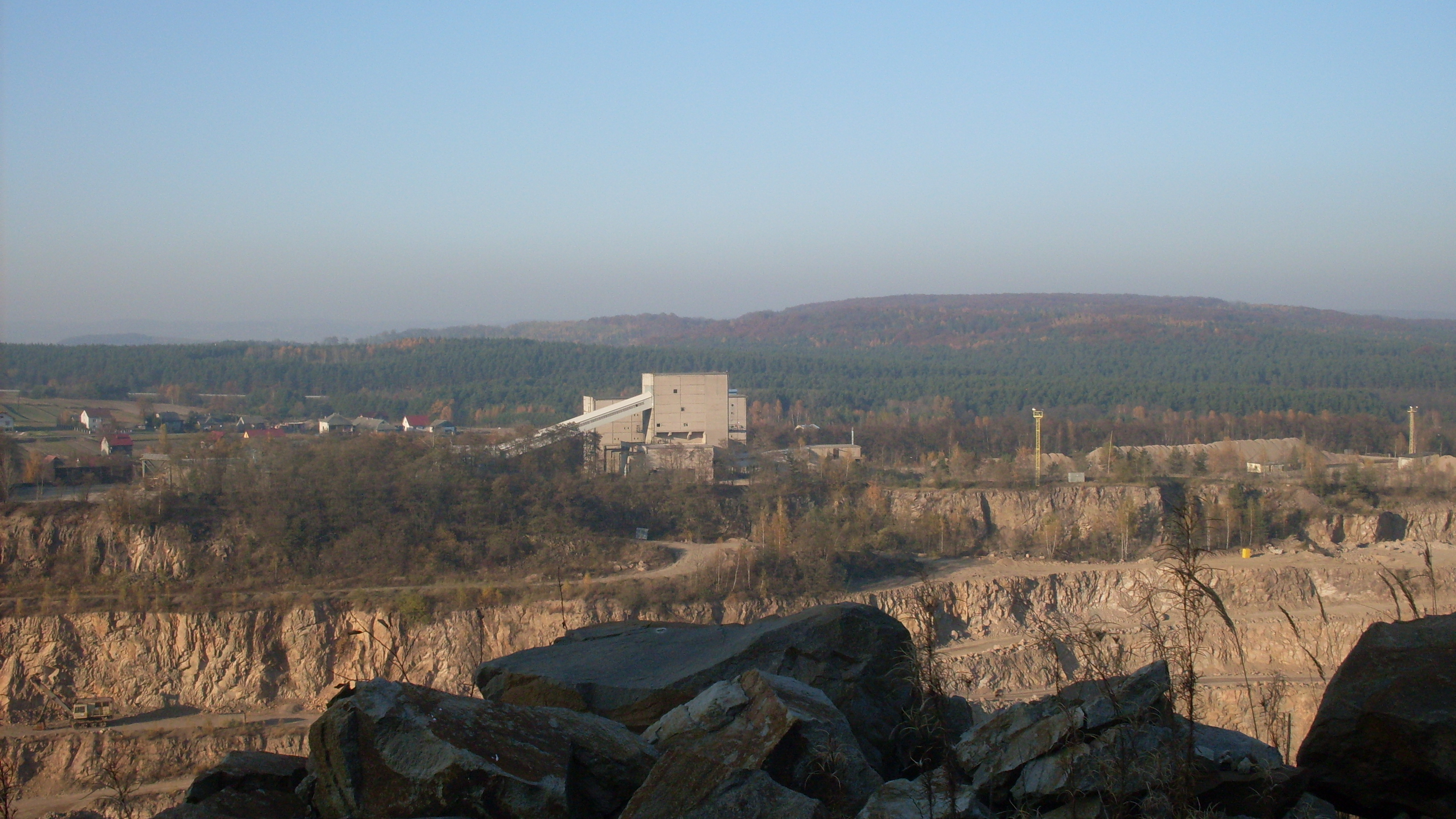
Młyny kamieniarskie

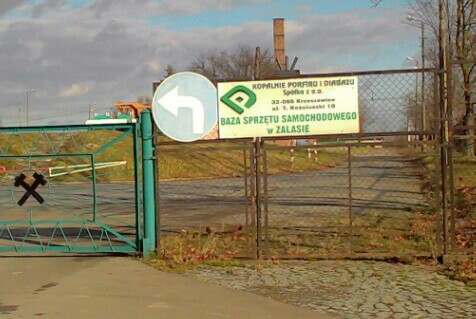
Baza transportowa w Zalasie

Kopalnia porfiru w Zalasie – duży kamieniołom porfiru we wschodniej części Zalasa (wsi w położonej w województwie małopolskim, w powiecie krakowskim, w gminie Krzeszowice). Kamieniołom w większości położony jest na obszarze administracyjnym pobliskiego Frywałdu.

## Historia
Początki eksploatacji porfiru na tym terenie sięgają lat międzywojennych. Był on początkowo wydobywany metodami gospodarczymi przez miejscową ludność na własne cele (budownictwo, drogi). Wiele podmurówek, ogrodzeń, chałup, budynków gospodarczych i drobnej architektury w okolicy pochodzi z tego okresu. Eksploatacja ta odbywała się w dwóch niezależnych łomach. Produkowano wtedy kamień łamany, płytowy i brukowiec. W latach 1947–1950 łom eksploatowała spółdzielnia mineralna, a następnie (do 1952) Warszawskie Przedsiębiorstwo Robót Inżynieryjnych. Produkowano kostkę i kamień płytowy – obrobiony. W 1966 roku kopalnia weszła w skład Przedsiębiorstwa Regulickie Kamieniołomy Drogowe – jako oddział produkcyjny Fryza. Powstał wtedy nowy zakład produkcyjny. W tym też roku powstało Przedsiębiorstwo Zalaskie Kamieniołomy Drogowe w budowie z siedzibą w Krzeszowicach. Do 18 lipca 2000 r. porfiry zalaskie eksploatowało Przedsiębiorstwo Państwowe Kopalnie Odkrywkowe Surowców Skalnych w Krzeszowicach. Obecnie wszelkie prawa i obowiązki majątkowe dotychczasowego właściciela przejęła na mocy umowy leasingowej spółka pracownicza Kopalnie Porfiru i Diabazu Spółka z o.o. z siedzibą w Krzeszowicach.

## Transport
Pierwsza bocznica kolejowa powstała w tym rejonie w końcu XIX w. (prowadziła ona do Kopalni Węgla Kamiennego Krystyna w Tenczynku). Pozostały po niej liczne ślady w terenie, w tym kratownicowy most na Krzeszówce. Obecna normalnotorowa bocznica (ze stacji Krzeszowice) do kopalni porfiru wybudowana została w latach 70. XX w. W połowie jej trasy odgałęział się także tor do kamieniołomu Niedźwiedzia Góra (nieczynny).

## Galeria porfiru

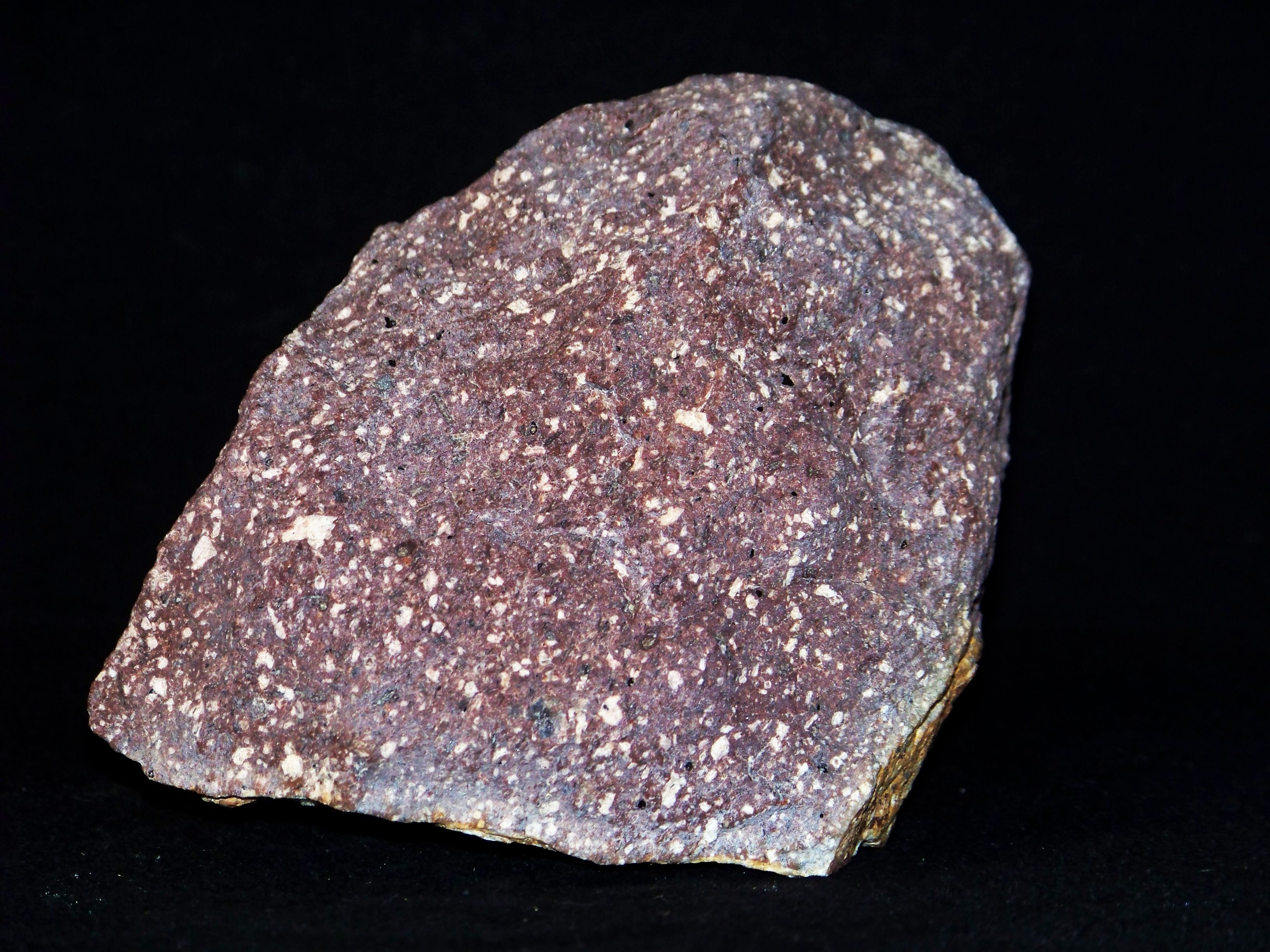
Bezkwarcowy porfir, barwa brunatna pochodzi od tlenków żelaza, kop. Zalas, okolice Krakowa
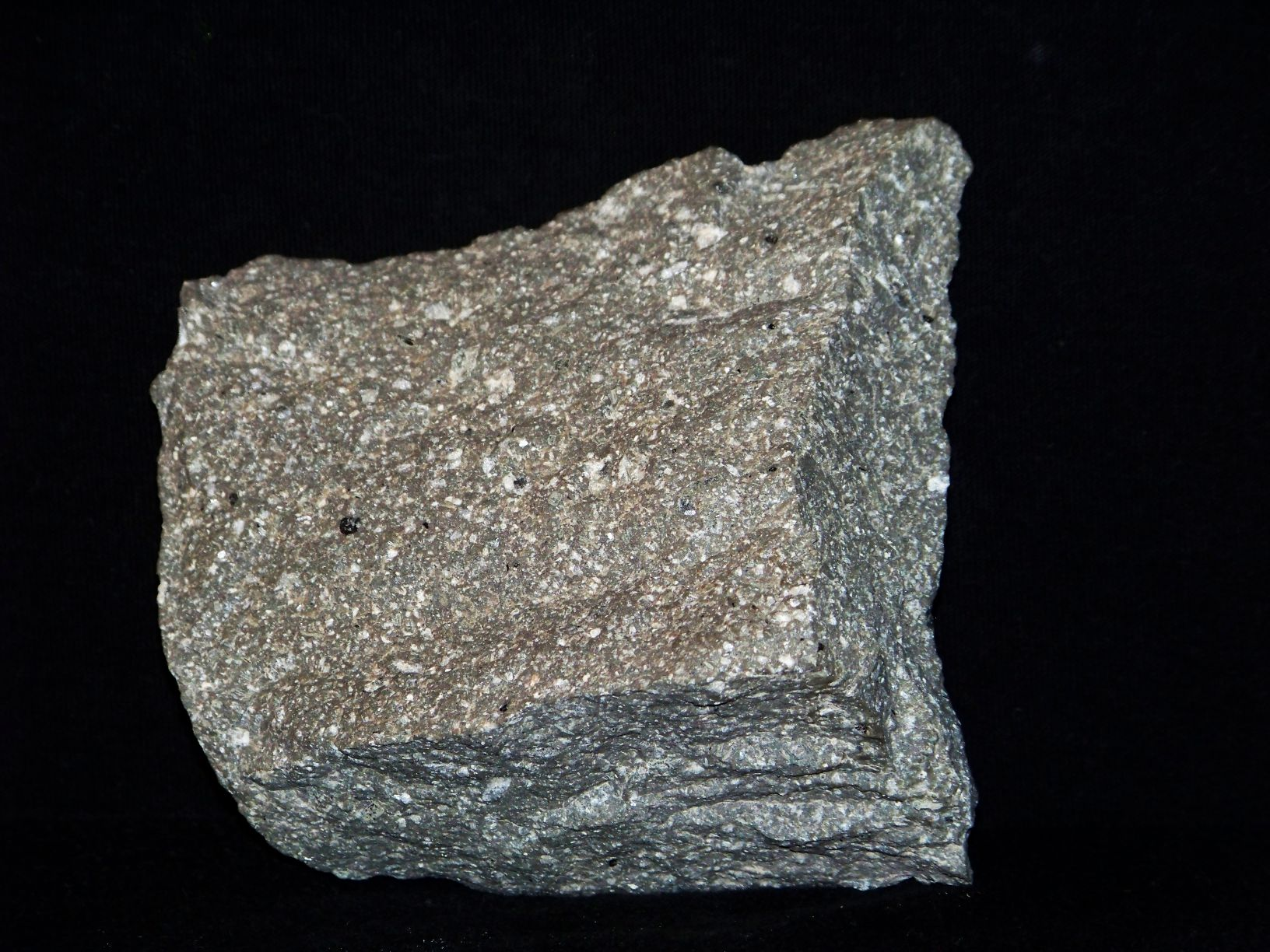
Porfir o składzie mineralnym zbliżony do ryolitu, kop. Zalas
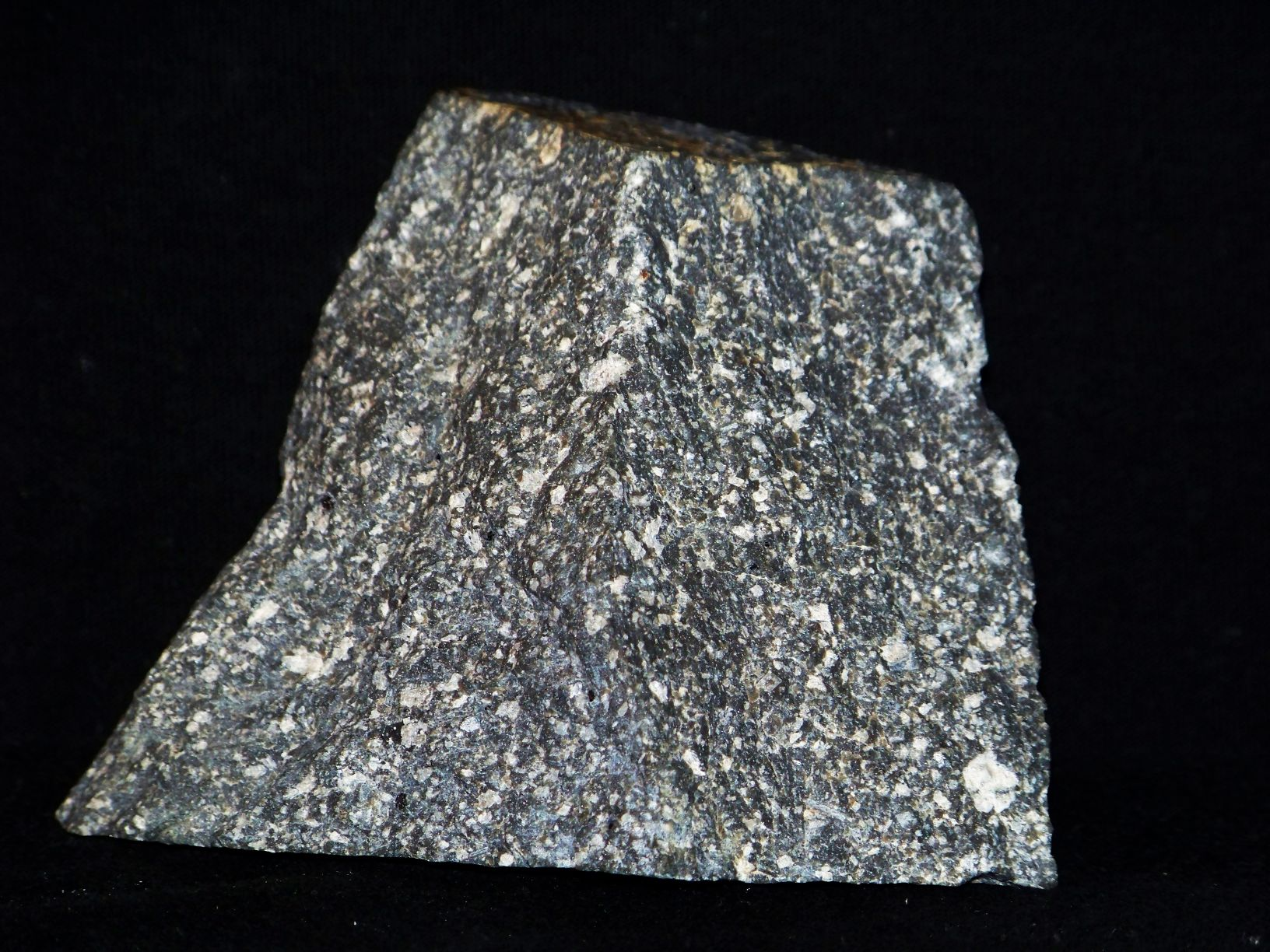
Porfir bezkwarcowy zawierający skalenie, biotyt i pirokseny, kop. Zalas
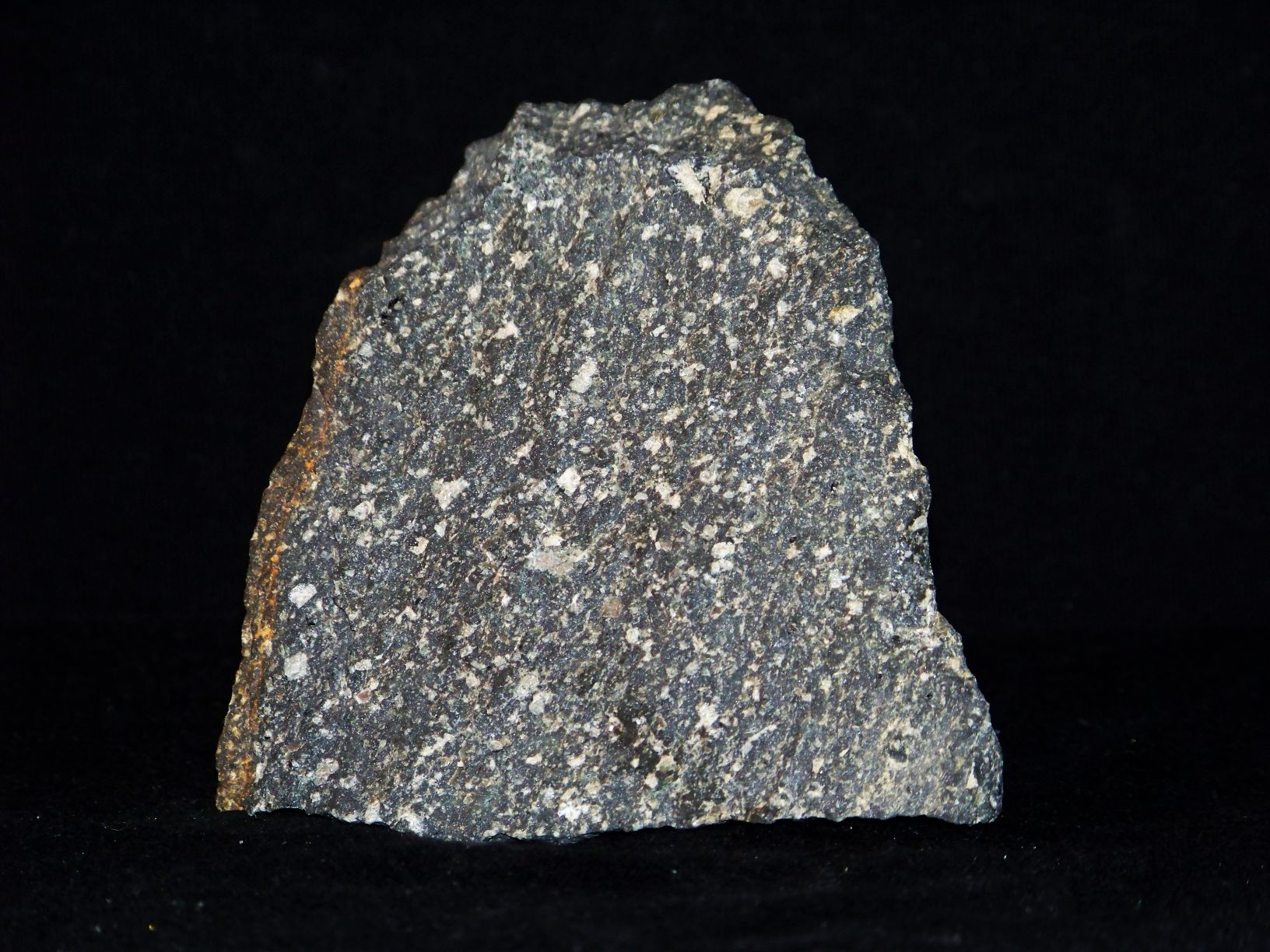
Porfir bezkwarcowy zawierający skalenie, biotyt i pirokseny, kop. Zalas